# Battaglia di Heshengqiao
La battaglia di Heshengqiao fu uno scontro armato tra le forze nazionaliste e comuniste dell'Esercito Rivoluzionario Nazionale e le forze della Cricca di Zhili del potente generale e signore della guerra Wu Peifu nell'ambito della Campagna dello Hubei della Spedizione del Nord (1926-1928).
La battaglia si risolse con la sconfitta delle truppe della cricca di Zhili e la cattura di Heshengqiao da parte delle forze congiunte del Primo Fronte Unito.
Alla battaglia prese parte in maniera indipendente ma comunque subordinata al comando dell'esercito nazionalista, la Quarta Armata guidata dal generale Ye Ting e facente parte delle forze del Partito Comunista Cinese.